# CA Newell's Old Boys
CA Newell's Old Boys är en argentinsk fotbollsklubb från Rosario i Argentina. Laget spelar i den argentinska högstaligan Primera División och har rödsvarta dräkter. Berömda spelare som fostrats i klubben är Maxi Rodríguez, Lionel Messi, Walter Samuel, Gabriel Heinze och Gabriel Batistuta; även Maradona spelade några matcher för klubben 1993 men är ej fostrad där. Klubben är en av ett fåtal som har haft alla sina spelare i landslaget i en och samma match.

## Historik
Klubben bildades den 3 november 1903 av eleverna vid en engelsk skola i Rosario och fick namnet Newell's Old Boys efter rektorn och tränaren Isaac Newell. Då Newell ursprungligen kom från Storbritannien och hans hustru från Tyskland blev klubbfärgerna rött och svart efter de båda ländernas flaggor. Klubben fick smeknamnet leprosos (de spetälska) efter att under 1920-talet ha deltagit i en pengainsamling till förmån för en lepraklinik. Med sina sex titlar (1974, 1987-88, 1990 clausura, 1991 apertura, 1992 clausura och 2004 apertura) är  den klubb med mest titlar utanför provinsen Buenos Aires och har därför smeknamnet El mas grande del Interior.

## Meriter

### Nationella
Primera División de Argentina
- Metropolitano 1974
- 1987/1988
- 1990/1991
- Clausura 1992
- Apertura 2004
- Torneo Final 2013

### Internationella
Copa Libertadores de América 
2:a: 1988, och 1992